# Божедаровка (село, Криничанский район)
Божеда́ровка (укр. Божедарівка) — село, Саксаганский сельский совет, Криничанский район, Днепропетровская область, Украина.
Код КОАТУУ — 1222082503. Население по переписи 2001 года составляло 123 человека.

## Географическое положение
Село Божедаровка находится на левом берегу реки Саксагань, ниже по течению на расстоянии в 1 км и на противоположном берегу — село Павловка. Река в этом месте пересыхает, на ней сделано несколько запруд.

## Известные жители и уроженцы
- Бухал, Владимир Дмитриевич (1907—?) — Герой Социалистического Труда.